# HD 42729
HD 42729，又名CD-26 2784，SAO 171356、HR 2206，是一颗恒星，视星等为6.09，位于銀經233.21，銀緯-20.02，其B1900.0坐标为赤經6h 7m 12.8s，赤緯-26° -20.02′ 36″。